# Partecipanti al Giro del Delfinato 2008
Elenco dei partecipanti al Giro del Delfinato 2008.

## Corridori per squadra
Nota: R ritirato, NP non partito, FT fuori tempo.
| Silence-Lotto     | Silence-Lotto       | Silence-Lotto     | AG2R La Mondiale   | AG2R La Mondiale    | AG2R La Mondiale   | Bouygues Télécom    | Bouygues Télécom           | Bouygues Télécom    |
| ----------------- | ------------------- | ----------------- | ------------------ | ------------------- | ------------------ | ------------------- | -------------------------- | ------------------- |
| 1                 | Cadel Evans         | 2º                | 61                 | Cyril Dessel        | 6º                 | 121                 | Thomas Voeckler            | 43º                 |
| 2                 | Mario Aerts         | 39º               | 62                 | José Luis Arrieta   | 61º                | 122                 | Stef Clement               | 70º                 |
| 3                 | Christophe Brandt   | 47º               | 63                 | Hubert Dupont       | 22º                | 123                 | Perrig Quéméneur           | 80º                 |
| 4                 | Dario Cioni         | 29º               | 64                 | Vladimir Efimkin    | 24º                | 124                 | Pierrick Fédrigo           | 34º                 |
| 5                 | Bart Dockx          | 101º              | 65                 | John Gadret         | R 6ª               | 125                 | Arnaud Labbe               | 93º                 |
| 6                 | Matthew Lloyd       | R 6ª              | 66                 | Stéphane Goubert    | 41º                | 126                 | Laurent Lefèvre            | 82º                 |
| 7                 | Jaroslav Popovyč    | 28º               | 67                 | Julien Loubet       | R 7ª               | 127                 | Alexandre Pichot           | 100º                |
| 8                 | Roy Sentjens        | 79º               | 68                 | Christophe Riblon   | 91º                | 128                 | Jurij Trofimov             | 12º                 |
| Astana            | Astana              | Astana            | Rabobank           | Rabobank            | Rabobank           | Team High Road      | Team High Road             | Team High Road      |
| 11                | Levi Leipheimer     | 3º                | 71                 | Robert Gesink       | 4º                 | 131                 | Michael Rogers             | 11º                 |
| 12                | Janez Brajkovič     | 46º               | 72                 | Michiel Elijzen     | R 5ª               | 132                 | Michael Barry              | 40º                 |
| 13                | Christopher Horner  | NP 3ª             | 73                 | Juan Antonio Flecha | 48º                | 133                 | Scott Davis                | 98º                 |
| 14                | Daniel Navarro      | 14º               | 74                 | Koos Moerenhout     | 58º                | 134                 | Bert Grabsch               | 99º                 |
| 15                | Benjamín Noval      | 105º              | 75                 | Pedro Horrillo      | 107º               | 135                 | André Greipel              | NP 3ª               |
| 16                | Sérgio Paulinho     | 59º               | 76                 | Grischa Niermann    | 53º                | 136                 | Adam Hansen                | NP 4ª               |
| 17                | José Luis Rubiera   | 71º               | 77                 | William Walker      | 94º                | 137                 | George Hincapie            | 31º                 |
| 18                | Tomas Vaitkus       | R 6ª              | 78                 | Pieter Weening      | 35º                | 138                 | Craig Lewis                | 63º                 |
| Caisse d'Epargne  | Caisse d'Epargne    | Caisse d'Epargne  | Cofidis            | Cofidis             | Cofidis            | Liquigas            | Liquigas                   | Liquigas            |
| 21                | Alejandro Valverde  | 1º                | 81                 | David Moncoutié     | 36º                | 141                 | Manuel Beltrán             | 15º                 |
| 22                | Arnaud Coyot        | R 7ª              | 82                 | Stéphane Augé       | 96º                | 142                 | Valerio Agnoli             | 69º                 |
| 23                | José Vicente García | R 7ª              | 83                 | Florent Brard       | 92º                | 143                 | Mauro Da Dalto             | 87º                 |
| 24                | Joan Horrach        | 68º               | 84                 | Samuel Dumoulin     | 102º               | 144                 | Aljaksandr Kučynski        | 51º                 |
| 25                | David López García  | 26º               | 85                 | Maryan Hary         | 95º                | 145                 | Matej Mugerli              | 38º                 |
| 26                | Óscar Pereiro       | 60º               | 86                 | Sébastien Minard    | NP 4ª              | 146                 | Manuel Quinziato           | R 7ª                |
| 27                | Nicolas Portal      | 72º               | 87                 | Amaël Moinard       | 32º                | 147                 | Charles Wegelius           | 52º                 |
| 28                | Rigoberto Urán      | 37º               | 88                 | Maxime Monfort      | 9º                 | 148                 | Frederik Willems           | 76º                 |
| Euskaltel-Euskadi | Euskaltel-Euskadi   | Euskaltel-Euskadi | Team Gerolsteiner  | Team Gerolsteiner   | Team Gerolsteiner  | Team CSC            | Team CSC                   | Team CSC            |
| 31                | Haimar Zubeldia     | 5º                | 91                 | Heinrich Haussler   | 84º                | 151                 | Carlos Sastre              | 20º                 |
| 32                | Beñat Albizuri      | R 7ª              | 92                 | Bernhard Kohl       | NP 4ª              | 152                 | Lars Bak                   | 18º                 |
| 33                | Mikel Astarloza     | 7º                | 93                 | Sebastian Lang      | 65º                | 153                 | Íñigo Cuesta               | 23º                 |
| 34                | Jon Bru             | R 6ª              | 94                 | Volker Ordowski     | FT 7ª              | 154                 | Aleksandr Kolobnev         | 57º                 |
| 35                | Iñaki Isasi         | 74º               | 95                 | Tom Stamsnijder     | R 7ª               | 155                 | Karsten Kroon              | 83º                 |
| 36                | Juan José Oroz      | 86º               | 96                 | Fabian Wegmann      | 56º                | 156                 | Marcus Ljungqvist          | R 6ª                |
| 37                | Rubén Pérez         | 62º               | 97                 | Carlo Westphal      | R 6ª               | 157                 | Chris Anker Sørensen       | 42º                 |
| 38                | Samuel Sánchez      | 45º               | 98                 | Peter Wrolich       | 78º                | 158                 | Nicki Sørensen             | 33º                 |
| Crédit Agricole   | Crédit Agricole     | Crédit Agricole   | Française des Jeux | Française des Jeux  | Française des Jeux | Saunier Duval-Scott | Saunier Duval-Scott        | Saunier Duval-Scott |
| 41                | Thor Hushovd        | 73º               | 101                | Sandy Casar         | 13º                | 161                 | José Ángel Gómez Marchante | NP 5ª               |
| 42                | William Bonnet      | 85º               | 102                | Sébastien Chavanel  | 108º               | 162                 | David de la Fuente         | 81º                 |
| 43                | Dmitrij Fofonov     | 19º               | 103                | Jérôme Coppel       | 67º                | 163                 | Juan José Cobo             | R 7ª                |
| 44                | Simon Gerrans       | 64º               | 104                | Rémy Di Grégorio    | 16º                | 164                 | Alberto Fernández          | 104º                |
| 45                | Patrice Halgand     | 49º               | 105                | Arnaud Gerard       | 77º                | 165                 | Javier Mejías              | R 7ª                |
| 46                | Christophe Le Mével | 25º               | 106                | Sébastien Joly      | R 4ª               | 166                 | Josep Jufré                | 75º                 |
| 47                | Rémi Pauriol        | 17º               | 107                | Cyrille Monnerais   | 50º                | 167                 | Rubén Lobato               | 44º                 |
| 48                | Pierre Rolland      | 30º               | 108                | Jelle Vanendert     | R 7ª               | 168                 | Aurélien Passeron          | R 6ª                |
| Quick Step        | Quick Step          | Quick Step        | Lampre             | Lampre              | Lampre             | Team Milram         | Team Milram                | Team Milram         |
| 51                | Carlos Barredo      | R 7ª              | 111                | Emanuele Bindi      | R 5ª               | 171                 | Sergio Ghisalberti         | R 6ª                |
| 52                | Matteo Carrara      | 10º               | 113                | Paolo Fornaciari    | R 5ª               | 172                 | Andrij Hrivko              | 66º                 |
| 53                | Juan Manuel Gárate  | 27º               | 114                | Mirco Lorenzetto    | R 5ª               | 173                 | Christian Kux              | 106º                |
| 54                | Dmytro Hrabovs'kyj  | 88º               | 115                | Roberto Longo       | R 5ª               | 174                 | Brett Lancaster            | 97º                 |
| 55                | Alessandro Proni    | R 4ª              | 116                | Daniele Righi       | 54º                | 175                 | Dominik Roels              | 90º                 |
| 56                | Jurgen Van De Walle | 55º               | 117                | Mauro Santambrogio  | R 5ª               | 176                 | Björn Schröder             | FT 7ª               |
| 57                | Kevin Van Impe      | R 7ª              | 118                | Sylwester Szmyd     | 8º                 | 177                 | Sebastian Schwager         | 103º                |
| 58                | Davide Viganò       | 89º               | 119                | Paolo Tiralongo     | NP P               | 178                 | Peter Velits               | 21º                 |